# Echidnopsis plowesiana
Echidnopsis plowesiana är en oleanderväxtart som beskrevs av Orlando. Echidnopsis plowesiana ingår i släktet Echidnopsis och familjen oleanderväxter. Inga underarter finns listade i Catalogue of Life.